# Koszmosz–408
A Koszmosz–408 (oroszul: Космос–408) szovjet DSZ–P1–Ju típusú célműhold, mely a ballisztikus rakéta-elhárító rendszerek radarberendezéseinek kalibrálására szolgált.

## Jellemzői
1971. április 24-én Koszmosz–408 jelzéssel a  Pleszeck űrrepülőtér 133/1 sz. indítóállásából egy Koszmosz–2 (11K63) típusú hordozórakétával juttatták alacsony Föld körüli pályára. A műhold keringési ideje 90,5 perc, a pályasík elhajlása 28,5° volt. Az elliptikus pálya perigeuma 240 km, apogeuma 251 km volt. A műhold tömege 325 kilogramm.
1971. december 29-én, 249 nap keringés után belépett a légkörbe és megsemmisült.